# Чуамени, Орельен
Орелье́н Джани́ Чуамени́ (фр. Aurélien Djani Tchouaméni, французское произношение: [oʁeljɛ̃ dʒani tʃuameni]; род. 27 января 2000, Руан) — французский футболист, полузащитник клуба «Реал Мадрид» и сборной Франции. Серебряный призёр чемпионата мира 2022. Бронзовый призёр чемпионата Европы 2024.

## Клубная карьера
Чуамени является уроженцем Руана. Заниматься футболом начинал в школе Артиг, откуда в 11 лет перебрался в академию «Бордо». С сезона 2017/2018 — игрок второй команды клуба. Дебютировал за неё 19 августа 2017 года в поединке против второй команды «Англе Жене». Всего в дебютном сезоне провёл 16 встреч, трижды отличившись. Дебютный гол пришёлся на 13 мая 2017 года, когда Чуамени поразил ворота «Коза».
16 июня 2018 года подписал с Бордо четырёхлетний контракт. В качестве претендентов на Чуамени назывались «Ювентус» и «Милан». Перед сезоном 2018/19 проводил сборы с основной командой. 12 августа дебютировал в Лиге 1 в поединке против «Страсбура». Чуамени появился на поле в стартовом составе и был заменён на 72-й минуте Тома Башичем. За весь сезон провел 10 матчей в лиге и не отличился результативными действиями.
29 января 2020 года было объявлено о переходе Чуамени в «Монако». 23 января 2021 года забил свой первый гол в профессиональной карьере в ворота «Марселя».
В 2022 году 22-летнего опорника приобрёл «Реал Мадрид». Первый гол за клуб Орельен забил через год после трансфера в матче против «Жироны».

## Карьера в сборной
26 августа 2021 года главный тренер сборной Франции Дидье Дешам впервые вызвал Чуамени для участия в матчах отборочного турнира к чемпионату мира 2022 года против сборных Боснии и Герцеговины, Украины и Финляндии. 1 сентября 2021 года дебютировал в сборной Франции в матче против Боснии и Герцеговины, выйдя на замену вместо Тома Лемара на 46-й минуте. В следующем матче, который состоялся 4 сентября 2021 года против сборной Украины, впервые вышел в стартовом составе.
9 ноября 2022 года был включён в официальную заявку сборной Франции для участия в матчах чемпионата мира 2022 года в Катаре. 10 декабря открыл счёт дальним ударом в четвертьфинале против сборной Англии, Франция в итоге победила 2:1.

## Достижения
«Реал Мадрид»
- Чемпион Испании: 2023/24
- Победитель Лиги чемпионов УЕФА: 2023/24
- Обладатель Кубка Испании: 2022/23
- Обладатель Суперкубка Испании: 2023/24
- Обладатель Суперкубка УЕФА (2): 2022, 2024
- Победитель Клубного чемпионата мира: 2022
- Обладатель Межконтинентального кубка: 2024

Сборная Франции
- Победитель Лиги наций УЕФА: 2020/21
- Серебряный призёр чемпионата мира: 2022
- Бронзовый призёр чемпионата Европы: 2024
- Бронзовый призёр Лиги наций УЕФА: 2024/25

## Статистика выступлений
| Выступление      | Выступление      | Выступление      | Чемпионат | Чемпионат | Кубки | Кубки | Международные | Международные | Итого | Итого |
| Клуб             | Лига             | Сезон            | Игры      | Голы      | Игры  | Голы  | Игры          | Голы          | Игры  | Голы  |
| ---------------- | ---------------- | ---------------- | --------- | --------- | ----- | ----- | ------------- | ------------- | ----- | ----- |
| Бордо            | Лига 1           | 2018/19          | 10        | 0         | 0     | 0     | 9             | 1             | 19    | 1     |
| Бордо            | Лига 1           | 2019/20          | 15        | 0         | 3     | 0     | —             | —             | 18    | 0     |
| Бордо            | Итого            | Итого            | 25        | 0         | 3     | 0     | 9             | 1             | 37    | 1     |
| Монако           | Лига 1           | 2019/20          | 3         | 0         | —     | —     | —             | —             | 3     | 0     |
| Монако           | Лига 1           | 2020/21          | 36        | 2         | 6     | 1     | —             | —             | 42    | 3     |
| Монако           | Лига 1           | 2021/22          | 35        | 3         | 4     | 1     | 11            | 1             | 50    | 5     |
| Монако           | Итого            | Итого            | 74        | 5         | 10    | 2     | 11            | 1             | 95    | 8     |
| Реал Мадрид      | Примера          | 2022/23          | 33        | 0         | 4     | 0     | 13            | 0             | 50    | 0     |
| Реал Мадрид      | Примера          | 2023/24          | 27        | 3         | 3     | 0     | 8             | 0             | 38    | 3     |
| Реал Мадрид      | Примера          | 2024/25          | 9         | 0         | 0     | 0     | 3             | 0             | 12    | 0     |
| Реал Мадрид      | Итого            | Итого            | 69        | 3         | 7     | 0     | 24            | 0             | 100   | 3     |
| Всего за карьеру | Всего за карьеру | Всего за карьеру | 168       | 8         | 20    | 2     | 44            | 2             | 232   | 12    |